# Expend4bles
Expend4bles (também conhecido como The Expendables 4; bra: Os Mercenários 4; prt: Os Mercen4rios) é um filme de ação estadunidense dirigido por Scott Waugh, com um roteiro co-escrito por Spenser Cohen, Max Adams e John Joseph Connolly, a partir de uma história original de Cohen. É o quarto título da franquia Os Mercenários e a sequência de Os Mercenários 3 (2014).
Estrelando um elenco que inclui Sylvester Stallone, Jason Statham, Dolph Lundgren e Randy Couture reprisando seus papéis de filmes anteriores; Curtis "50 Cent" Jackson, Megan Fox, Andy Garcia e Tony Jaa também farão parte do elenco. Statham, Avi Lerner, Les Weldon, Yariv Lerner e Kevin King atuam como produtores.
O filme foi lançado em 2023 pela Lionsgate.

## Elenco
- Sylvester Stallone como Barney Ross: O líder dos Mercenários.
- Jason Statham como Lee Christmas: O especialista em faca da equipe.[8]
- Dolph Lundgren como Gunner Jensen: Um membro volátil da equipe, destruído por anos de estresse de combate e abuso de álcool.[8]
- Randy Couture como Toll Road: O especialista em demolições da equipe.[8]

Além disso, Eddie Hall, Curtis "50 Cent" Jackson, Megan Fox, Tony Jaa e Andy Garcia foram escalados para papéis não revelados.

## Produção

### Desenvolvimento
Em março de 2014, Pierce Brosnan afirmou que havia concordado com o produtor Avi Lerner para estrelar o filme Expend4bles. Em abril do mesmo ano, Sylvester Stallone revelou que sua primeira escolha para o vilão foi Jack Nicholson, ao mencionar seu interesse em convencer Clint Eastwood a se juntar à produção. Em novembro do mesmo ano, foi anunciado que o projeto está sendo desenvolvido com a intenção de receber uma classificação R. Em dezembro de 2016, Stallone anunciou que o quarto título será o último filme da franquia, enquanto uma data de lançamento provisória foi marcada para 2018. Em março de 2017, Stallone havia deixado o projeto e a franquia, devido a diferenças criativas sobre o roteiro e direção para a continuidade da franquia. Em janeiro de 2018, após apoio vocal de outros membros do elenco (incluindo Arnold Schwarzenegger), Stallone anunciou seu retorno à série com uma postagem em suas plataformas de mídia social; confirmando novos desenvolvimentos no quarto filme. Randy Couture confirmou seu envolvimento em março do mesmo ano.
Em junho de 2020, Jean-Claude Van Damme expressou interesse em retornar à franquia, lançando publicamente sua ideia de interpretar Claude Vilain, o irmão de seu personagem vilão, Jean Vilain, de Os Mercenários 2. Em agosto de 2020, o Vértice Cine anunciou seu envolvimento como estúdio de produção do filme, ao lado da Lionsgate e Millennium Films. Eles também revelaram que Patrick Hughes retornará à série como diretor. Em novembro de 2020, o presidente da Millennium Media, Jeffrey Greenstein, afirmou que o estúdio está continuando a trabalhar em Expend4bles após vários atrasos na indústria em todo o mundo devido à pandemia de COVID-19. Em agosto de 2021, o The Hollywood Reporter informou que Scott Waugh estaria dirigindo o filme, substituindo Hughes. Em setembro de 2021, Andy Garcia se juntou ao elenco do filme em um papel não revelado.

### Roteiro
Em julho de 2018, Gregory Poirier anunciou seu papel como roteirista. A produção foi provisoriamente programada para começar em abril de 2019, embora só em julho desse ano Stallone anunciou que continuaria a trabalhar no roteiro do projeto. O roteiro foi concluído no final daquele ano, embora as negociações com os produtores estivessem em andamento. Em agosto de 2021, foi anunciado que Spenser Cohen escreveu o rascunho mais recente do roteiro com Max Adams e John Joseph Connolly, a partir de uma história de Cohen.

### Filmagens
Em agosto de 2021, foi declarado que a filmagem principal começou em outubro. As filmagens começaram oficialmente em 29 de setembro de 2021. Em outubro de 2021, Stallone anunciou nas redes sociais que havia terminado de filmar suas cenas para o filme. O filme foi gravado em Londres e na Bulgária e a Jackie Chan Stunt Team cuidou da coreografia de dublês. Em novembro de 2021, a produção foi filmada na Grécia, incluindo a cidade de Tessalônica. Membros das Forças Armadas Gregas foram usados como figurantes e alegaram que não foram compensados por seu destacamento oficial de um mês, apesar de trabalharem horas extras. Em 3 de dezembro de 2021, Tony Jaa confirmou que as filmagens haviam terminado.

### Pós-produção
O filme tinha sido renomeado como Expend4bles em junho de 2023.

### Música
Em 26 de abril de 2023, Guillaume Roussel anunciou que comporia a trilha sonora do filme, substituindo Brian Tyler das três parcelas anteriores.

## Lançamento

### Cinemas
Expend4bles foi lançado nos cinemas em 22 de setembro de 2023, pela Lionsgate. Estava originalmente programado para ser lançado em 2022. No Brasil, foi lançado nos cinemas pela California Filmes em 21 de setembro de 2023. Em Portugal, o filme também foi lançado em 21 de setembro de 2023.

## Recepção

### Bilheteria
Expend4bles arrecadou US$ 16,7 milhões nos Estados Unidos e Canadá, e US$ 34,4 milhões em outros territórios, totalizando US$ 51,1 milhões em todo o mundo.

### Resposta da crítica
No site agregador de críticas Rotten Tomatoes, 14% das 124 resenhas dos críticos são positivas, com uma classificação média de 3,5/10. O consenso do site diz: "O trabalho sólido de Jason Statham e alguns cenários decentes não são suficientes para compensar a ação sem brilho e os efeitos de aparência barata de Expend4bles." O Metacritic, que usa uma média ponderada, atribuiu ao filme uma pontuação de 30 em 100, baseado em 33 críticos, indicando críticas "geralmente desfavoráveis".